# Честное слово (рассказ)
«Честное слово» — рассказ 1941 года советского писателя Л. Пантелеева (1908—1987).
Рассказ был популярен у детей школьного возраста; в своём герое, несмотря на его юный возраст, писатель видит личность и относится к ней с безусловным уважением, а эти доверие и уважение всегда вызывают искренний отклик у читателей. Старшему читателю произведение Л. Пантелеева даёт счастливое время нового общения с чистым миром детства, размышлений о собственных ранних годах жизни и наслаждение от общения с умелым знатоком слова, творца увлекательного сюжета, тонких психологических образов литературных героев. Считается одним из лучших произведений писателя.
Рассказ переведён на иностранные языки (болгарский, польский, чешский и др.).
Рассказ разбирается с учащимися младших классов средней школы.

## Педагогическое значение
Рассказанная автором история из жизни обычных людей учит ответственности, благородным поступкам, отзывчивости на чужое горе, напоминает о важности держать данное обещание, даёт пример оказания помощи не только словами, но и делом. Тему совести, важности для человека проявлять в любых жизненных ситуациях лучшие душевные качества писатель считал важнейшей в своём творчестве.
У рассказа своя стилистика, свой ритмический рисунок, у героев свой характер. Стремясь постичь сложность разговора с ребёнком, автор обнаруживает, как по-разному взрослый человек и ребёнок воспринимают мир, слова, язык.
Для юного читателя мальчик из рассказа может служить достойным примером того, как стать героем, не совершая подвигов, но он — герой не только для своего возраста, его поступок будет служить примером поведения и взрослым. Рассказ может быть использован в обсуждении с младшими школьниками темы, насколько актуально быть честным в современном мире, потому что его автору свойственно многозначное восприятие и раскрытие темы честности.
Рассказ предложено использовать при изучении военнослужащими русского языка как иностранного, чтобы обучающиеся задумались над значением понятий честь и воспитание, их роли в профессии офицера.

## История
Рассказ впервые был опубликован в № 6 журнала «Костёр» за 1941 год, вышедшем уже в первые дни Великой Отечественной войны. Рассказом начинался журнал, в предварявшей авторский текст редакторской заметке читателям предлагалось обдумать поднятые в рассказе вопросы и прислать свои мнения в редакцию. В том же месяце рассказ был перепечатан в «Бюллетене Детгиза», его читали по радио.
Рассказ был написан по предложению редколлегии журнала, обратившейся в начале 1941 года к Пантелееву и к другим писателям с просьбой написать для детей произведения на важные этические вопросы о долге, чести и т. п., конкретно о честности, о честном слове. Пантелеев писать на эту тему не собирался, однако начавшие приходить на память воспоминания его собственного детства подсказали сюжет. Он, гуляя с няней в саду рядом с Покровской церковью в петербургском районе Коломна, сам оказался в роли героя его рассказа, также поставленный старшими ребятами (потом пропавшими неизвестно куда) часовым, стоял и плакал, пока не разыскала его нянька и не увела домой. Посчитав, что сюжет найден, Пантелеев из скромности сделал героем не себя, а другого мальчика, уменьшив ему возраст, перенёс действие в советское время и на Васильевский остров, себя сделал случайным свидетелем. По-видимому, рассказ был дорог автору из-за возможности воплотить таким образом свою склонность к автобиографичности в творчестве.
Впоследствии рассказ неоднократно перепечатывался с незначительными изменениями (выполненное уже в 1943 году автором редактирование придало рассказу универсальный по времени характер, изменив его исторический контекст, поменялась величина абзацев, исключено упоминание фамилии маршала Тимошенко и др.), был включён в школьную программу. При публикациях рассказ иллюстрировали рисунками художников А. З. Иткина, Г. Алимова, А. Ермолаева, В. Плевина, И. Харкевича, Н. Тырсы и др.
В 1956 году студия «Диафильм» выпустила по рассказу одноимённый диафильм (художник Винокуров Б.), в 1978 году рассказ был экранизирован на студии «Союзмультфильм». Рассказ был адаптирован для радиопостановки на радио ГДР в 1963 году.
Лидия Чуковская в письме Пантелееву описала забавный случай, как девочка, прослушав рассказ, стала лепить из пластилина сцену из рассказа, его героев и спросила: «А как мне вылепить честное слово, которое дал мальчик?»

## Сюжет

Борис Семёнов. Иллюстрация к рассказу в первой публикации в журнале «Костёр», 1941, № 6

Автор рассказа поздно вечером в парке встречает маленького мальчика, который попал в сложное положение. Товарищи по игре в войну поставили его часовым у «порохового склада» и взяли с него честное слово не покидать свой пост. Все про него явно забыли и давно разошлись по домам, парк вот-вот закроют, но честное слово есть честное слово, нарушить его нельзя, и мальчик не знает, как поступить. Автор повествования находит способ выручить его: на ближайшей к парку улице он останавливает проходившего майора Красной Армии и объясняет ему ситуацию. Майор властью старшего по званию приказывает юному часовому оставить пост. Таким образом, история благополучно оканчивается для всех её участников.

## Критика
В ряду лучших произведений для детей, вместе с детскими рассказами и сказками Льва Толстого («Четыре книги для детского чтения», «Кавказский пленник»), «Морскими историями» Бориса Житкова, указал в письме юному читателю В. Владыкину в 1960 году рассказ «Честное слово» С. Маршак.
Станислав Рассадин видел в рассказе проявление того, о чём замечательно написал ещё Константин Ушинский: «В действительной жизни дитя не более, чем дитя… В игре же дитя, уже зреющий человек, пробует свои силы и самостоятельно распоряжается своими же созданиями». Причём не только у ребёнка, но и у взрослого, сумевшего, даже «основательно обжившись», сохранить умение в своих самых нереальных фантазиях чувствовать и действовать с безусловной верой в правила игры, как будто это действительность.
Поэт, прозаик и публицист Станислав Золотцев в одной из последних своих статей выражал уверенность, что герой рассказа Пантелеева есть и среди наших современников, что стоит он часовым на своём посту, ибо дал честное слово не оставлять его, и что будущее за ним.
Литературный критик Павел Крючков выбрал название рассказа в качестве заголовка для вступления к публикации переписки Л. Пантелеева с Лидией Чуковской, поскольку, по его мнению, своим творчеством два этих литератора тоже не нарушили негласно данного ими русской литературе слова, сохранили ответственность перед профессией, собственным талантом и читателями.
Автор статей о детской литературе, литературный критик Ольга Канунникова считает, что предстоящие открытия в творчестве Пантелеева, будут не в узнавании новых сенсационных сведений о нём, а в постижении глубоких неочевидных связей пантелеевского слова с очень важным личным в судьбе и мировоззрении писателя. Самой ей кажется, что герой рассказа «Честное слово» — мальчик не советский, а из дореволюционных времён, «старорежимный».
Рассказом великим, непрочитанным и очень тревожным (даже довольно страшным) назвал «Честное слово» Дмитрий Быков, отметив его глубоко личный, почти автобиографичный характер.
Анализируя содержание рассказа в ряду других произведений для детей советского периода, М. А. Козлова видит в нём трансляцию довольно сложной комплексной мотивации нравственного поведения (сходной с «нравственной чистотой» по типологии современного американского социального психолога Дж. Хайдта), смешивающуюся со стремлением к соблюдению вертикальной иерархичности.

## Избранные публикации
- Пантелеев Л. Честное слово : рассказы, стихи, сказки : (для среднего школьного возраста : для детей старше 6 лет (6+)). — Москва : Детская лит. (Школьная библиотека), 2020. — 269 с. — ISBN 978-5-08-006484-5.
- Пантелеев Л. Честное слово : Рассказы : (Для мл. школьного возраста). — Москва : Дет. лит, 1970. — 64 с.
- Честное слово : Рассказы /  Пантелеев Л. Добрый дом : Повесть / Слуцкис М. Звездочка : Повести и рассказы /  Василенко И. : (40 лет Всесоюз. пионерской организации им. В. И. Ленина. Б-ка пионера. Избранные повести и рассказы) / Послесл. Жаровой Т.; (Ил.: Харкевич И.). — Москва : Детгиз, 1963. — 671 с.
- Пантелеев Л. Первый подвиг : Рассказы (Ночка; На ялике; Первый подвиг; Честное слово; Новенькая; Главный инженер; Платочек; Индиан Чубатый) : Школьная б-ка для нерусских школ. Для восьмилетней школы / Предисл. Сарнова Б. ; Рис. Харкевича И. — Москва : Детгиз, 1962. — 176 с.
- Пантелеев Л. Честное слово : Рассказы : Для младш. возраста. — Москва ; Ленинград : Детгиз, 1943. — 72 с.